# Hélène de Courtenay
Hélène de Courtenay, marquise de Bauffremont (après son mariage), née le 7 avril 1689 à Paris et morte le 29 juin 1768 dans cette même ville, est la dernière représentante de la maison de Courtenay à la mort de son demi-frère Charles-Roger en 1730/1733 (né en 1671).

## Origines et descendance
Issue par son père, Louis-Charles de Courtenay, du roi Louis VI de France (mort en 1137), elle ne fut jamais reconnue (pas plus qu'aucun autre des Courtenay) princesse du sang, sa dernière requête en ce sens ayant été rejetée par le Parlement de Paris le 7 février 1737.
Elle épouse à Paris le 5 mars 1712 Louis-Bénigne, marquis de Bauffremont. De leur mariage est issue la maison de Bauffremont-Courtenay[réf. nécessaire]. De cette union naissent quatre fils :
1. Louis de Bauffremont, marquis puis prince de Bauffremont et du Saint-Empire (1712-1769)
2. Charles Roger de Bauffremont
3. Joseph de Bauffremont (1714–1781), vice-amiral de France
4. Pierre de Bauffremont